# Cesário Bonito
Cesário Bonito (Peso da Régua, Peso da Regua, 1 de agosto de 1909 – Porto, 4 de setembro de 1987) foi presidente do Futebol Clube do Porto em três períodos diferentes: 1945—1948, 1955—1957 e 1965—1967.

## Biografia
A relação de Cesário Bonito com o FC Porto remonta aos tempos em que jogou futebol na equipa de infantis do clube. Tendo mantido essa ligação, assume, em 1943, o cargo de vice-presidente na direcção presidida por Luís Ferreira Alves e, no ano seguinte de 1945, o de presidente, que exerce até 1948. Durante esta sua primeira presidência foram dados passos decisivos para a construção do Estádio das Antas. Na altura, as opiniões dos sócios dividiam-se entre duas possibilidades de localização para o novo estádio: a Vilarinha ou as Antas. Cesário Bonito foi um dos grandes defensores da segunda hipótese, tendo sido responsável pela escritura de promessa dos terrenos em 1947 e pela escritura definitiva de compra dos terrenos em 1948.
Desempenhou depois as funções de relator (1948) e presidente da Assembleia Geral (1950). Médico-Cirurgião de profissão, foi responsável pela operação à retina que em 1951 salvou Miguel Arcanjo da cegueira. O angolano viria a ser um dos maiores jogadores do FC Porto.
Cesário Bonito foi novamente eleito para a presidência do clube em 1955. Deste seu mandato, ficaram para a história a criação do Lar do Jogador em 1955 e a conquista do título nacional de futebol 16 anos depois e a primeira dobradinha da história do FC Porto (1955/56), com Dorival Yustrich no comando da equipa. Este período ficou também marcado pela inauguração do Lar do Jogador do FC Porto. Marcante foi ainda o episódio em que a Federação Portuguesa de Futebol decidiu adiar uma partida FC Porto x Sporting devido ao facto de José Travassos, um dos melhores jogadores dos visitantes, ter ficado retido em Madrid por causa do nevoeiro. Tendo-se insurgido contra o adiamento, Cesário Bonito foi irradiado pela FPF, que suspendeu outros seis membros da direcção portista (incluindo o ex-presidente Miguel Pereira) por três anos. A Federação acabaria por revogar a irradiação alguns meses depois.
Cesário Bonito voltou a presidir ao clube entre 1965 e 1967, passando depois à presidência do Conselho Fiscal durante quatro anos.

## Homenagem
Jorge Nuno de Lima Pinto da Costa descreve-o como "um homem de grande carácter, leal, destemido, inteligente, sem papas na língua, um verdadeiro líder". Segundo o antigo presidente portista, Cesário Bonito "foi o primeiro dirigente capaz de se levantar contra o despotismo do poder central". Embora tenha sido agraciado com o título de Sócio Honorário do FC Porto em 1952, foi no mandato de Pinto da Costa que a Cesário Bonito foi atribuída a mais importante distinção do clube: a de Presidente Honorário, em 1983.